# Rigadin n'est pas un espion
Pour plus de détails, voir Fiche technique et Distribution.
Rigadin n'est pas un espion est un film muet français réalisé par Georges Monca, sorti en 1915.

## Fiche technique
- Titre : Rigadin n'est pas un espion
- Réalisation : Georges Monca
- Scénario : Frédéric Mauzens
- Photographie :
- Montage :
- Société de production : Pathé Frères
- Société de distribution : Pathé|Pathé Frères
- Pays de production :  France
- Langue : film muet avec les intertitres en français
- Métrage : 350 mètres
- Format : Noir et blanc — 35 mm — 1,33:1 — Muet
- Genre :  Comédie
- Durée : 11 minutes 40
- Dates de sortie : 
  - France : 4 juin 1915

## Distribution
- Charles Prince : Rigadin
- Fernand Rivers : Lahirel
- Clo Marra : Mme Schwankeim